# Passiflora venosa
Passiflora venosa är en passionsblomsväxtart som beskrevs av Henry Hurd Rusby. Passiflora venosa ingår i släktet passionsblommor, och familjen passionsblomsväxter. Inga underarter finns listade i Catalogue of Life.